# Kokośnik
Kokośnik (Pinaroloxias inornata) – gatunek małego ptaka z rodziny tanagrowatych (Thraupidae). Występuje endemicznie na należącej do Kostaryki Wyspie Kokosowej. Nie jest zagrożony wyginięciem.

## Systematyka
Jest jedynym przedstawicielem zięb Darwina, który nie pochodzi z wysp Galapagos. Jest jedynym przedstawicielem rodzaju Pinaroloxias; nie wyróżnia się podgatunków. Bywał zaliczany do rodziny trznadli (Emberizidae), jednak badania molekularne potwierdzają jego przynależność do tanagrowatych.

## Morfologia
Kokośnik jest niewielkim ptakiem, o długości ciała 12 cm. Samiec jest całkowicie czarny, samica natomiast ma brązowe smugi, z bledszym brzuchem. Dziób czarny, zagięty, spiczasty. Młode są podobne do dorosłych samic, mają jedynie żółte dzioby.

## Występowanie
Jest to gatunek endemiczny, występujący jedynie na Wyspie Kokosowej, około 500 kilometrów na południowy zachód od Kostaryki. Najczęściej obserwowany ptak lądowy na wyspie. Występuje na całej jej powierzchni, do 570 m n.p.m.; im niżej, tym więcej jest kokośników.

## Ekologia
Zasiedla wszystkie dostępne środowiska, w tym zarośla hibiskusów, zadrzewienia i lasy, zarówno świetliste jak i zwarte. Gniazduje cały rok, jednak najintensywniej od stycznia do maja.

## Status
Od 2021 roku kokośnik jest klasyfikowany przez IUCN jako gatunek najmniejszej troski (LC, Least Concern). Wcześniej (od 1994 roku) uznawany był za gatunek narażony (VU, Vulnerable). Gatunek ten występuje na małym terenie, ale ma wysoką tolerancję na degradację środowiska oraz pozostaje nienaruszony przez gatunki introdukowane. Populacja jest stabilna i mieści się w przedziale 6000 do 15 000 dorosłych osobników. Brak widocznych zagrożeń. Cała wyspa jest uznana przez BirdLife International za ostoję ptaków IBA, na jej terenie wyznaczono Park Narodowy Isla del Coco, który został także uznany za obiekt światowego dziedzictwa UNESCO.